# Spathius insignis
Spathius insignis är en stekelart som beskrevs av Granger 1949. Spathius insignis ingår i släktet Spathius och familjen bracksteklar. Inga underarter finns listade i Catalogue of Life.